# Torn vertical

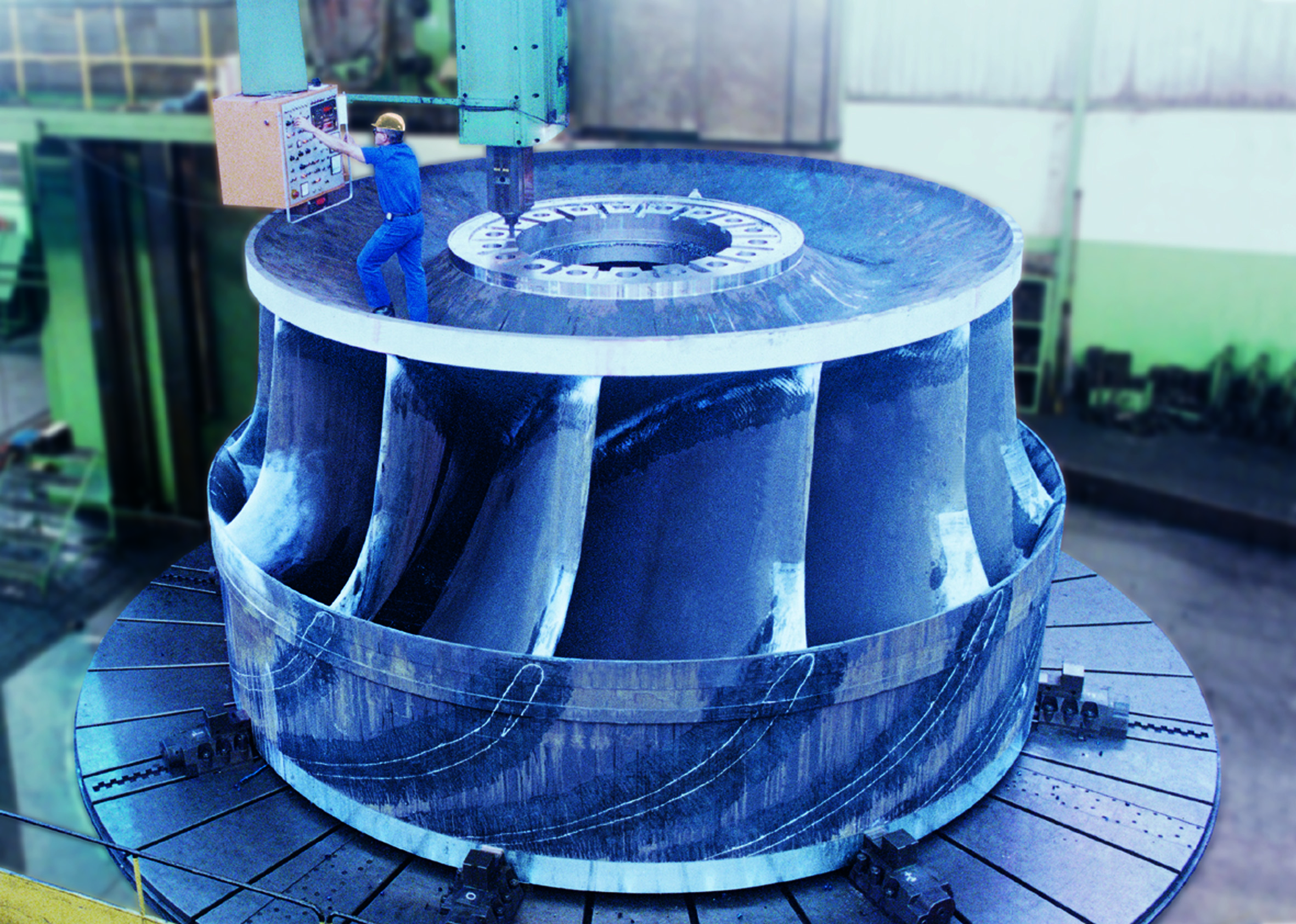
Mecanitzat en torn vertical.

El torn vertical és un tipus de torn dissenyat per mecanitzar peces grans, que van subjecten al plat de grans dimensions amb grapes o altres accessoris, i que per la seva magnitud o pes impossibiliten la seva fixació a un torn estàndard.
Els torns verticals tenen l'eix disposat verticalment i el plat giratori sobre un pla horitzontal, cosa que facilita el muntatge de les peces voluminoses i pesades. És doncs la mida el que identifica a aquestes màquines, permetent el mecanitzat integral de peces de grans dimensions. En general el plat giratori de gran diàmetre va des d'1 m fins a 15 m.